# 원더 시호 침몰 사고
원더 시호 침몰 사고(영어: Sinking of the Wonder Sea)는 2025년 7월 19일, 베트남 할롱만에서 발생한 해양 사고다. 갑작스러운 뇌우로 인한 강풍으로 유람선 원더 시(Wonder Sea)가 전복되어 38명이 사망했다. 11명은 치명적이지 않은 부상으로 구조되었다. 사고는 관광 도중 발생했다. 선박과의 연락이 끊긴 후 구조 작업이 시작되었다.

## 배경
원더 시(베트남어: Vịnh Xanh 58)는 베트남 꽝닌성 할롱만에서 관광 서비스를 전문으로 하는 내륙 수로 선박이다. 이 선박은 2015년 5월 21일 꽝닌성 교통부에 공식적으로 등록되었다.

### 구조 및 사양
원더 시는 강철 선체 구조를 특징으로 한다. 이 선박의 설계 길이는 약 21미터이며, 기록된 최대 길이는 약 24미터이다. 설계 폭은 약 6미터이고 최대 폭은 6미터이다. 선체 높이는 1.7미터로 기록되어 있으며, 흘수는 1.2미터이다.
규정에 따르면, 이 선박은 최대 48명의 승객을 태울 수 있다. 또한, 꽝닌성 내륙 수로 등록소로부터 기술 안전 및 환경 보호 인증서를 발급받았으며, 가장 최근 검사는 2025년 1월 10일에 실시되었다. 이 인증서는 2026년 2월 4일까지 유효하여, 사고 당시 선박이 운항 안전 기준을 충족했음을 보장한다.

## 사건
2025년 7월 19일 오후 12시 55분경 ICT (UTC +7)에 등록 번호 QN-7105인 원더 시가 46명의 승객과 3명의 승무원을 태우고 할롱만에서 관광 투어를 떠났다. 계획된 일정에 따르면 선장 겸 소유주인 도안 반 찐은 승객들을 바다에 있는 쩌 다 섬, 딘 흐엉 섬, 가 쩌이 섬, 승솟 동굴, 루온 동굴, 띠톱 섬을 포함한 여러 유명한 랜드마크로 데려갈 예정이었다. 투어의 표준 소요 시간은 약 6시간이며, 총 이동 거리는 약 35킬로미터이다.
폭풍이 오기 전에 열대 폭풍 위파가 도착했다. 국립 수문 기상 예측 센터의 마이 반 키엠 소장은 두 폭풍은 관련이 없으며, 이 폭풍은 국지적이라고 말했다. 승객들은 모두 베트남인이었고 대부분 하노이 출신의 가족들이었다.
오후 1시 30분경, 선박이 다우 고 동굴 동쪽을 지나갈 때 돌풍과 폭우로 인해 배가 전복되었고, 배와의 연락이 끊겼다.

## 구조
침몰 보고를 받자마자 꽝닌성 당국은 즉시 구조 작전을 시작하여 군 부대, 국경 수비대, 수로 경찰, 해군 특수 부대, 지역 수색 및 구조 팀, 그리고 수십 척의 구조선과 어민들을 동원했다. 사고 지점은 해안에서 약 3해리 떨어져 있었다. 그러나 폭우, 거친 바다, 낮은 시야로 인해 현장 접근이 어려웠다.
7월 19일 오후 5시까지 구조대원들은 10명을 구조했는데, 이 중 7명은 국경 수비대에 의해, 3명은 지역 어부들에 의해 구조되었다. 생존자 수는 나중에 12명으로 늘어났고, 사망자 수는 어린이 8명을 포함하여 28명에 달했다. 14세 소년은 배의 조타실에 산소가 남아있어 4시간 동안 살아남았다. 두 명은 나중에 병원에서 사망했다.
7월 20일 새벽, 당국은 실종자 수색을 돕기 위해 선박을 바로 세우는 작업을 시작했다. 오전 2시까지 선박은 성공적으로 바로 세워졌고, 그 후 네 대의 크레인이 선박을 수면 위로 완전히 들어 올렸다. 선체에서 물이 퍼내졌고, 선박 내부에서 4구의 시신이 추가로 발견되었는데, 이 중 한 구는 선장 도안 반 찐으로 확인되었다. 총 10명이 구조되었고, 35구의 시신이 수습되었으며, 4명이 여전히 실종 상태였다. 그 후 배는 해안으로 견인되었다.
7월 21일 오전, 구조대원들은 띠톱 섬 근처에서 6세 소년의 시신을 발견했다.

## 목격자

### 피해자 증언
7월 19일 오후 6시경, 10세 소년이 긴급 구조팀에 의해 구조되었다. 그의 증언에 따르면, 배는 다우 고 동굴 근처를 항해하던 중 갑자기 강력한 스콜에 맞아 몇 초 만에 전복되었다. 그는 당시 놀고 있다가 배가 갑자기 기울어 모든 승객들이 바다로 던져졌다고 회상했다. 우연히도 그는 배의 밀폐된 칸막이 안 공기 주머니에 갇혔다. 침착하게 그는 구조를 기다렸지만, 결국 창문을 통해 헤엄쳐 나가 스스로 탈출하기로 결심했다. 그는 안정적인 신체 상태였지만 정신적으로는 고통을 겪고 있는 상태로 발견되었다.
세 명의 다른 생존자들은 구조되기 전까지 몇 시간 동안 떠다니는 나무 의자에 매달려 있었다. 처음에 그들과 함께 있었던 40대 남성은 힘을 잃고 익사했다. 한 생존자는 이렇게 회상했다:
"Ít phút sau, ba người đàn ông khác cũng trồi lên mặt nước và bám vào chiếc ghế, nghĩ cách bơi vào bờ. Nhưng chỉ được khoảng 15 phút, một người đàn ông khoảng 40 tuổi đuối sức, tự buông tay, có lẽ anh ấy quá mệt khi lặn từ trong tàu ra khỏi mặt nước. Anh ấy bảo 'thôi chào anh em, tôi đi' rồi buông xuôi, dần chìm vào làn nước. Câu từ biệt và đôi mắt tuyệt vọng của anh ấy khiến tôi rất ám ảnh."

번역
"몇 분 후, 다른 세 명의 남성도 수면 위로 올라와 의자를 붙잡고 해안으로 헤엄쳐 갈 방법을 생각했다. 하지만 약 15분 후, 40대 남성이 지쳐서 손을 놓았다. 아마도 그는 배 안에서 물 밖으로 나오면서 너무 지쳤을 것이다. 그는 '잘 가, 형제들, 나는 간다'라고 말한 후 포기하고 천천히 물속으로 가라앉았다. 그의 마지막 말과 절망적인 눈빛은 여전히 나를 괴롭힌다."

다른 생존자들은 다른 사람들을 구하기 위해 물속으로 뛰어들었다고 묘사했다. 한 생존자는 전복된 선체에서 네 명을 끌어냈고, 다른 생존자는 한 남성이 죽기 전에 그를 구했지만, 그녀의 남편과 두 아이는 여전히 실종 상태이다. 또 다른 생존자는 어머니를 포함한 여러 명을 안전하게 안내했지만, 여자친구는 그가 구하기도 전에 익사하여 잃었다.

## 여파
꽝닌성 인민위원회에 따르면, 46명의 승객과 3명의 승무원을 포함하여 총 49명이 배에 탑승했다. 당국에 따르면 선박은 모든 안전 요구 사항을 충족했다. 선박은 2025년 1월에 마지막으로 검사되었으며, 승선 인원이 허용된 인원보다 많지 않았다.
베트남 총리 팜민찐은 피해 가족들에게 애도를 표했다. 그는 또한 국방 및 공안 부대에 구조 노력을 가속화할 것을 지시했다. 그는 사건 원인에 대한 철저한 조사를 촉구하고, 어떠한 위법 행위에도 단호한 조치를 취할 것을 약속했다.
꽝닌성은 사망자 각 가족에게 ₫25,000,000 (USD US$956)를, 부상자에게는 ₫8,000,000 (USD US$306)를 지급하기로 약속했다. 조국전선 위원회는 사망자 가족에게 ₫5,000,000 (USD US$191)를, 부상자 가족에게 ₫3,000,000 (USD US$115)를 제공했으며, 지역 기업들은 최대 ₫40,000,000 (USD US$1,530)를 기부했다.
건설부 차관 부이 홍 민은 "구조 과정에서 배에서 나온 희생자의 80~90%가 구명조끼를 입고 있었음을 발견했다. 이는 선장이 이전에 승객들에게 구명조끼를 착용하고 불리한 상황에 대비하도록 경고했음을 의미한다"고 말했다.